# Paul Émile Debraux
Paul Émile Debraux (Ancerville, Lorena, 30 d'agost de 1796 - París, 12 de febrer de 1831) fou un chansonier francès.
Les seves cançons, malgrat incorrectes, tenen un verdader sabor popular. Enamorat de les glories de l'Imperi, va combatre la Restauració, pel qual va sofrir nombroses persecucions. Béranger lamentà en algunes de les seves millors estrofes la prematura mort de Debraux.
Entre les seves millors cançons cal citar: 
- Le Prince Eugene;
- La colonne;
- Le mont Saint Jean.

Moltes de les seves obres foren publicades en col·leccions amb els títols:
- Chanssonettes et poesies légéres (París, 1820);
- Chansons nationales (1822);
- Villele aux Enfers (1827);
- Chansons nationales, nouvelles et autres (1829);
- Chansons gaillardes et polítiques (1829);
- Bréviaire du chansonnier (1830);
- Chansons completes (1837).

A més, se li deu, una novel·la titulada Le passage de la Bérésina (1825).